# Dominik Enste

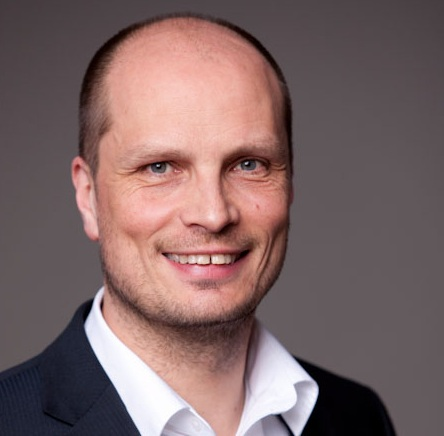
Dominik Enste, 2012

Dominik Enste (* 27. Oktober 1967 in Arnsberg) ist ein deutscher Wirtschaftswissenschaftler und Wirtschaftsethiker.

## Leben
Enste studierte nach Abschluss seiner Ausbildung zum Bankkaufmann von 1987 bis 1990 Volkswirtschaftslehre mit dem Schwerpunkt Soziologie an der Universität Köln von 1990 bis 1996 und an der University of Dublin – Trinity College von 1992 bis 1993 in Irland. Als wissenschaftlicher Mitarbeiter war er von 1996 bis 2001 am wirtschaftspolitischen Seminar der Universität Köln beschäftigt und promovierte zum Thema „Schattenwirtschaft und institutioneller Wandel“. Im Jahr 1998 war er auf Einladung von James M. Buchanan „Research Scholar“ an der George Mason Universität, Fairfax, Virginia, USA.
Nach zwei Jahren als Vorstandsassistent eines Holding-Vorstands bei Gerling in Köln mit Zuständigkeiten für Grundsatzfragen des „Human Resource Managements“ war er im Institut der deutschen Wirtschaft Köln von 2003 bis 2014 verantwortlich für das Forschungsfeld „Institutionenökonomik / Wirtschaftsethik“, das er von 2011 bis 2014 auch leitete. Von 2015 bis 2022 war er Kompetenzfeldleiter für Verhaltensökonomik und Wirtschaftsethik. Seit 2022 leitet er das Kooperationscluster Verhaltensökonomik und Wirtschaftsethik. Seit 2012 ist Enste Geschäftsführer und Dozent der Akademie für Integres Wirtschaften (IW Akademie GmbH) in Köln.
Seit 2007 ist Enste Dozent an der Universität zu Köln. Seit 2018 ist er Lehrbeauftragter an der Universität Bonn. Seit 2013 ist er Professor für Wirtschaftsethik und Institutionenökonomik an der Technischen Hochschule Köln.
Er ist Mitglied im wissenschaftlichen Beirat des Roman Herzog Institut in München und Jurymitglied für die Verleihung des Roman Herzog Forschungspreis für Soziale Marktwirtschaft.
Er verantwortet die Vergabe des Max-Weber-Preises für Wirtschaftsethik des IW.
Im FAZ Ökonomenranking gehörte Enste in den Jahren 2017, 2018, 2019, 2020 zu den 100 einflussreichsten Ökonomen Deutschlands.

## Schriften
- mit Friedrich Schneider: Schattenwirtschaft und Schwarzarbeit – Umfang, Ursachen, Wirkungen und wirtschaftspolitische Empfehlungen. Oldenbourg, München 2000.
- Schattenwirtschaft und institutioneller Wandel – Eine soziologische, sozialpsychologische und ökonomische Analyse (= Untersuchungen zur Ordnungstheorie und Ordnungspolitik. Nr. 44). Mohr Siebeck, Tübingen 2002.
- mit Friedrich Schneider: The Shadow Economy – An International Survey. Cambridge University Press, Cambridge 2003.
- mit Friedrich Schneider (Hrsg.): Jahrbuch Schattenwirtschaft 2006/2007. Münster 2006.
- mit Friedrich Schneider (Hrsg.): Jahrbuch Schattenwirtschaft 2010/2011. Münster 2010.
- mit Theresa Eyerund, Lena Suling und Anna-Carina Tschörner: Glück für alle? Eine interdisziplinäre Bilanz der Lebenszufriedenheit. De Gruyter Oldenbourg, 2019, ISBN 978-3-11-055445-8.
- Geld für alle. Das bedingungslose Grundeinkommen. Eine kritische Bilanz. Orell Füssli, Zürich 2019, ISBN 978-3-280-05697-4.
- Laienökonomik und Verhaltensethik: Erkenntnisse und Ideen zum Wissenstransfer. In: Dirk Loerwald (Hrsg.): Ökonomische Erkenntnisse verständlich vermitteln. Springer Gabler, Wiesbaden 2020, ISBN 978-3-658-32753-8.